# Lützowstraße 6–10 (München)

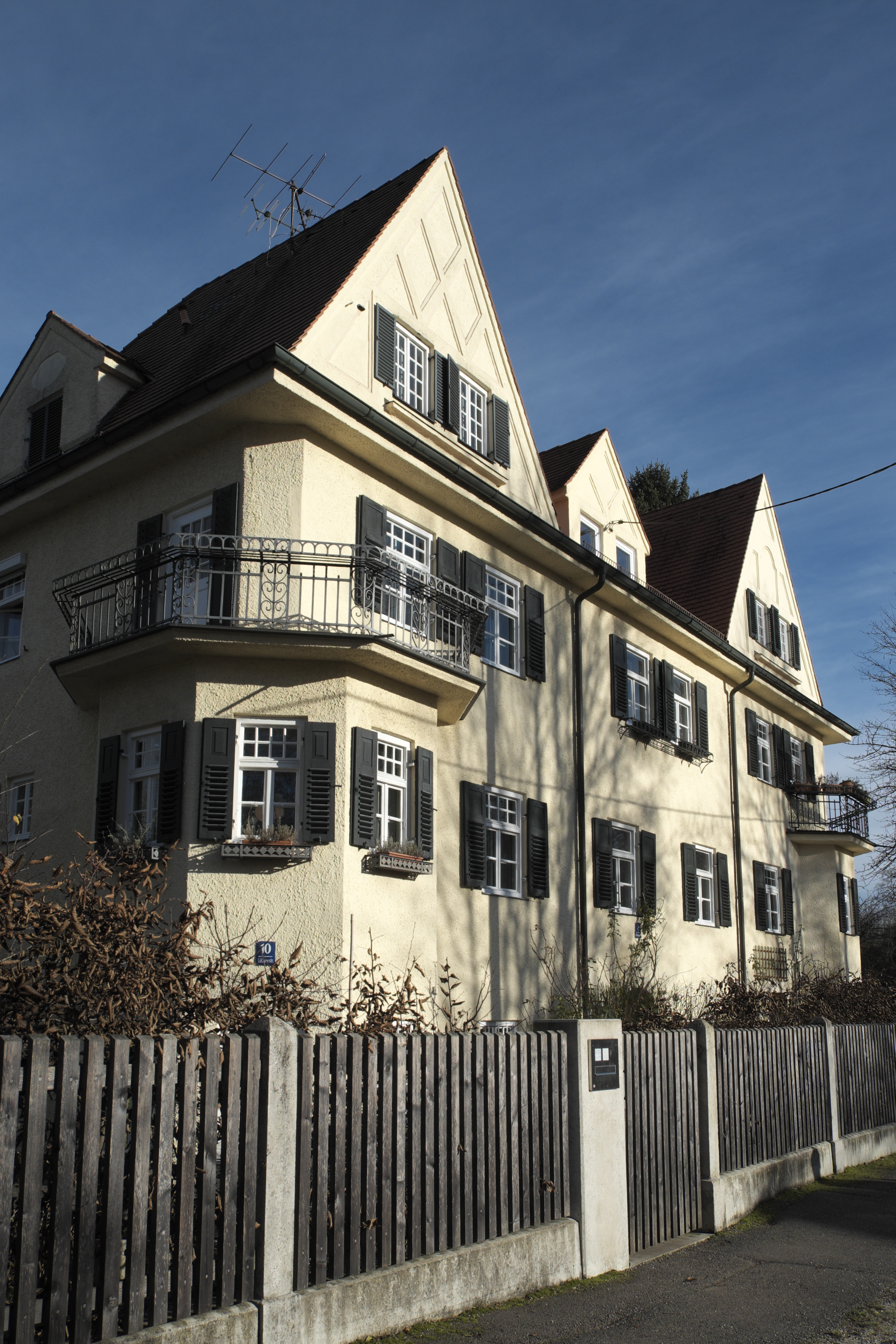
Wohnhausgruppe Lützowstraße 6–10 in München-Obermenzing, 2014

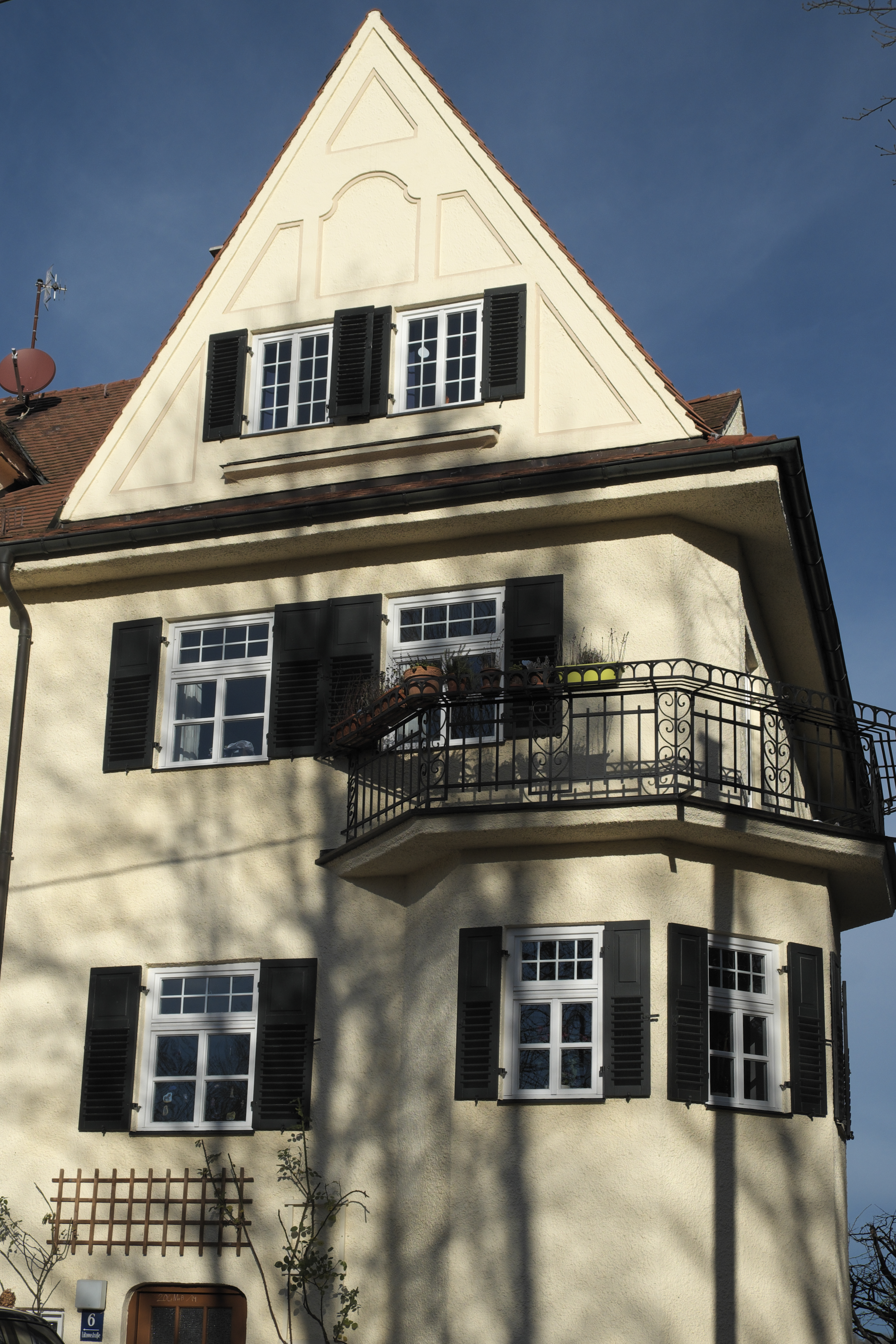
Haus Nr. 6 mit Eckerker und Balkon

Die Wohnhausgruppe Lützowstraße 6–10 im Stadtteil Obermenzing der bayerischen Landeshauptstadt München, die zur Villenkolonie Pasing II gehört, ist ein geschütztes Baudenkmal.
Die dreigeschossige Wohnhausgruppe in der Lützowstraße im historisierenden Stil wurde 1911 von den Gebrüdern Ott errichtet. Sie ist mit Eckerkern, auf denen Altane sich befinden, versehen.